# Lymeon ovivorus
Lymeon ovivorus är en stekelart som först beskrevs av Albany Hancock 1926.  Lymeon ovivorus ingår i släktet Lymeon och familjen brokparasitsteklar. Inga underarter finns listade i Catalogue of Life.